# Make Them Die Slowly
Make Them Die Slowly — британський блек-метал гурт, з міста Бірмінгем, створений у 2020 році.
Гурт заснував Мік Кенні з гурту Anaal Nathrakh.
Гурт підписав контракт з лейблом FETO Records.

## Історія
Гурт Make Them Die Slowly був створений Міком Кенні (Mick Kenney) та Дунканом Вілкінсом (Duncan Wilkins), які діяли під сценічними псевдонімами Officer R. Kordhell та The Void відповідно. Гурт Make Them Die Slowly є оспівуванням старовинних кривавих фільмів і всього шокуючого і жахливого.
Назва гурту та назва першого альбому походять від італійського фільму жахів Cannibal Ferox (який вийшов у США під назвою Make Them Die Slowly).
Справжні імена деяких учасників гурту невідомі; їхній барабанщик має псевдонім Walter, а ще одного учасника звуть Doofus, роль якого в гурті також невідома.
У травні 2020 року вони випустили свій перший альбом Ferox.
Через шість місяців вони випустили другий студійний альбом The Bodycount Continues.

## Музичний стиль
Музика гурту була класифікована як мелодійний блек-метал, грайндкор, індастріал-метал, металкор, грув-метал.
За музичним стилем гурт схожий на інший проект Кенні, гурт Anaal Nathrakh, поєднуючи грайндкор з блек-металом, з інтенсивним використанням індастріалу і синтезованих елементів, і час від часу хорової музики.

## Учасники гурту
- Officer R. Kordhell — гітари, бас, програмування барабанів, програмування (2020—теперішній час)
- The Void — вокал (2020—теперішній час)
- Walter — барабани (2020—теперішній час)
- Doofus — невідомо (2020—теперішній час)

## Дискографія

### Студійні альбоми
- Ferox (2020)
- The Bodycount Continues (2020)

### Сингли
- The Terror Begins (2020)
- Slaughter High (2020)
- Silent Night Murder Night (2020)
- My Bloody Valentine (2021)